# Дубровка (Курганская область)
Дубровка — деревня в Половинском районе Курганской области. Входит в состав Половинского сельсовета.

## География
Деревня расположена на северном берегу озера Половинное.
Расстояние до райцентра — 6 км по шоссе и 4 км по грунтовой дороге. Расстояние до Кургана — 90 км.

## История
До революции деревня Дубровка (-ская, Долблёнка) относилась к Половинской волости Курганского уезда Тобольской губернии.

## Население
| 1926 | 1989 | 2002 | 2010 |
| ---- | ---- | ---- | ---- |
| 497  | ↘121 | ↗136 | ↘107 |

По данным переписи 1926 года в деревне Дубровка (-ская, Долблёнка) проживало 497 человек, в том числе русские — 493 человек, киргизы — 4 человека.